# Maldiverna
Maldiverna, formellt Republiken Maldiverna (divehi: ދިވެހިރާއްޖޭގެ ޖުމްހޫރިއްޔާ, Dhivehi Raa'jeyge Jumhooriyya) är en östat i norra Indiska oceanen, i Sydasien. Den består av 26 atoller med cirka 1 200 öar, varav 200 är bebodda. Befolkningen uppskattades 2016 till cirka 370 000 personer. Huvudstaden och huvudön heter Malé och hade 2014 en befolkning på cirka 133 400 invånare.

## Historia
Maldivernas öar började koloniseras omkring 400 f.Kr. De första invånarna var sannolikt dravider från södra Indien. Några hundra år senare övertogs öarna troligen av folk från Sri Lanka. År 1153 konverterade befolkningen från buddhism till islam på order av den dåvarande kungen. Maldivierna ser införandet av islam år 1153 som hörnstenen i landets historia. Den sunnitiska riktningen inom islam är statsreligion. Under de följande 800 åren var öriket ett sultanat, där styret gick i arv, med undantag för åren 1558–1573 då Portugal styrde över öarna.
Maldiverna har i äldre tid fungerat som den huvudsakliga källan för kaurisnäckor, som då användes som valuta i Asien och delar av Östafrikas kustområden, vilket gjorde ögruppen till en viktig ekonomisk aktör i området. Maldiverna har också historiskt haft en strategisk betydelse på grund av dess läge på de stora havsvägarna på Indiska oceanen. Landets närmaste grannar, Sri Lanka och Indien, har båda haft kulturella och ekonomiska band med Maldiverna i århundraden. Även om Maldiverna till namnet var under portugisiskt, nederländskt och brittiskt inflytande efter 1500-talet, fick landet styra sig själva under en lång rad sultaner och sultanor.
År 1887 blev Maldiverna ett brittiskt protektorat vilket det var fram till 1965 då landet blev självständigt. År 1968 avskaffades sultanatet.
Storbritannien, som var Maldivernas sista kolonialmakt, behöll en flygbas på ön Gan i den sydligaste atollen till 1976. När britterna gav sig av 1976 uppstod spekulation om flygbasens framtid. Sovjetunionen efterfrågade att få använda den, men Maldiverna vägrade. 
Den största utmaningen för landet under det tidiga 1990-talet var behovet av snabb ekonomisk utveckling och modernisering, med tanke på dess begränsade resurser som främst bestod av fiske, jordbruk och turism. Det finns också en oro över att havsnivån befarades stiga som en följd av den globala uppvärmningen, vilket skulle vara katastrofalt för de lågt belägna korallöarna.
2008 års presidentval var det första som kan kallas demokratiskt. Mohamed Nashid vann och avslutade genom det ett 30 år långt styre av den tidigare presidenten Maumun Abdul Gayom.  I presidentvalet 2018 förlorade den sittande presidenten, Abdulla Yameen, mot oppositionens gemensamma kandidat Ibrahim Mohamed Solih.

## Geografi

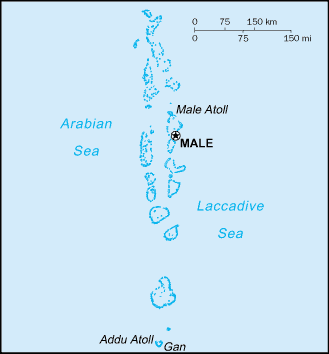
Maldiverna.

### Topografi och hydrografi
Maldiverna består främst av atoller av korallrev som har bildats omkring topparna av en vulkanisk djuphavsrygg, Maldiverryggen. Ögruppen utgörs av cirka 1 200 öar och rev, varav ungefär 200 är bebodda.
Utsträckningen i nord–sydlig riktning är 820 km, och i öst–västlig riktning 130 km. Närmaste fastland är sydligaste Indien.
De flesta öarna når inte mer än knappt två meter över havsytan och riskerar att översvämmas om världshaven skulle stiga till följd av växthuseffekten. Maldiverna är världens plattaste land, med en maximal naturlig höjdnivå över havet på 2,3 meter. Under det senaste århundradet beräknas havsnivån ha stigit med 20 centimeter.
En tsunami i Indiska oceanen under 2004 gjorde att stora delar av Maldiverna täcktes av havsvatten, vilket gjorde många hemlösa. Efter katastrofen planerar många kartritare att rita om kartorna över öarna eftersom de har förändrats.

### Klimat
Maldiverna har ett jämnt monsunklimat med två årstider: Nordostmonsunen och sydvästmonsunen. Nordostmonsunen som pågår från november till mars gör vädret soligt och torrt. Sydvästmonsunen som pågår från maj till september gör vädret regnigt. Under april och oktober sker en gradvis växling mellan de två monsuntyperna.

### Växt- och djurliv
Maldivernas växtliv påminner om det som finns på Sri Lanka och längs den sydindiska kusten. Landskapet har dock starkt påverkats av mänsklig aktivitet, och många av de örter som växer där är typiska för tropiska områden. Bland träden märks särskilt kokospalm, vildmandel (Terminalia catappa), tamarind och den gulblommande Hibiscus tiliaceus. På vissa platser domineras vegetationen av täta snår med bland annat skruvpalmer. Vid skyddade laguner förekommer även mangroveväxter av släktet Bruguiera.
Djurlivet på Maldiverna är begränsat på grund av öarnas isolerade läge. De enda däggdjur som är inhemska är fladdermöss, inklusive flyghundar som Pteropus giganteus och Pteropus hypomelanus. Fågellivet är också relativt artfattigt med ett fåtal landfåglar och ett begränsat antal häckande havsfåglar. Bland dessa finns arter som tropiklira, vitstjärtad tropikfågel, mindre fregattfågel, sottärna och mindre noddy. Bland kräldjur finns olika arter av geckoödlor, som tokaj, och flera arter av havssköldpaddor som lägger ägg på obebodda stränder. Korallreven kring öarna är hem för ett rikt marint djurliv.

## Styre och politik

### Författning och styre
Maldiverna är en republik inom Samväldet där presidenten är regeringschef och utser sitt kabinett. Parlament heter majlis och är ett enkammarparlament med 50 ledamöter som väljs för fem år. Två manliga ledamöter från varje atoll väljs direkt i val med allmän rösträtt. Åtta ledamöter utses av presidenten. Presidenten väljs i slutet val av parlamentet Majlis för en mandatperiod på fem år. Parlamentets val måste sedan godkännas i en nationell folkomröstning.

### Administrativ indelning
Maldiverna har 26 naturliga atoller vilka är indelade i 20 administrativa atoller (distrikt) och en stad. Det minsta distriktet, Gnaviyani, utgörs av en enda ö, som dock är Maldivernas största ö. Distrikten Gaafu Alif och Gaafu Dhaalu har varsin halva av Huvaduatollen, som är världens största atoll.
Huvudstaden Malé ligger på ön med samma namn och utgör en egen administrativ enhet trots att det geografiskt ligger i distriktet Kaafu.
| Distrikt              | Huvudort       | Geografisk(a) atoll(er)                                       |
| --------------------- | -------------- | ------------------------------------------------------------- |
| Haa Alif (nordligast) | Dhidhdhoo      | Ihavandhippolhu Norra delen av Thiladhunmathi atoll           |
| Haa Dhaalu            | Kulhudhuffushi | Södra delen av Thiladhunmathi atoll Makunudhoo atoll          |
| Shaviyani             | Funadhoo       | Norra delen av Miladhunmadulu atoll                           |
| Noonu                 | Manadhoo       | Södra delen av Miladhunmadulu atoll                           |
| Raa                   | Ungoofaaru     | Norra Maalhosmadulu atoll samt Alifushi                       |
| Baa                   | Eydhafushi     | Södra Maalhosmadulu atoll Fasdūtherē atoll Goidhoo atoll      |
| Lhaviyani             | Naifaru        | Faadhippolhu                                                  |
| Alif Alif             | Rasdhoo        | Norra delen av Ariatollen Rasdhooatollen Thoddooatollen       |
| Alif Dhaal            | Mahibadhoo     | Södra delen av Ariatollen                                     |
| Kaafu                 | Thulusdhoo     | Kaashidhoo Gaafaru Del av Norra Maléatollen Södra Maléatollen |
| Malé (stad)           | Malé           | Del av Norra Maléatollen                                      |
| Faafu                 | Nilandhoo      | Norra Nilandheatollen                                         |
| Vaavu                 | Felidhoo       | Felidhuatollen Vattaruatollen                                 |
| Dhaalu                | Kudahuvadhoo   | Södra Nilandheatollen                                         |
| Meem                  | Muli           | Mulakuatollen                                                 |
| Thaa atoll            | Veymandoo      | Kolhumaduluatollen                                            |
| Laamu atoll           | Fonadhoo       | Haddhunmathiatollen                                           |
| Gaafu Alif atoll      | Vilingili      | Norra delen av Huvadhuatollen                                 |
| Gaafu Dhaalu atoll    | Thinadhoo      | Södra delen av Huvadhuatollen                                 |
| Gnaviyani atoll       | Fuvahmulah     | Fuvahmulah                                                    |
| Seenu (sydligast)     | Hitadu         |                                                               |

Varje administrativ atoll administreras av en atollhövding (Atholhu Veriyaa) som utses av presidenten. Atollhövdingar styr enligt presidentens order. Varje ö styrs av en öhövding, som även denna utses av presidenten. Öhövdingens överordnade är atollhövdingen.

### Politik
Maumun Abdul Gayum var landets enväldige president 1978–2008. Men 1998 genomfördes en ändring i landets konstitution som gjorde det möjligt för fler än en kandidat att ställa upp i presidentvalen, vilket inte tidigare varit fallet. Men trots detta lyckades Gayum, om än med starka anklagelser om valfusk, hålla sig kvar vid makten. Maldiverna har därefter utvecklats i demokratisk riktning, 2005 tilläts politiska partier, och i augusti 2008 fick landet en demokratisk författning. I presidentvalet 2008 utmanades Gayum därmed av fem motkandidater. Ingen av kandidaterna fick över 50 procent av rösterna i första valomgången, varpå en andra valomgång hölls, där Gayum ställdes mot den starkaste oppositionsledaren Mohamed Nashid, från Maldiviska demokratiska partiet (MDP). Nashid gick till slut segrande ur valet och blev därmed landets nye president.
Eftersom parlamentet, även efter att Mohamed Nashid tillträtt som president, dominerats av Gayums parti kom Nashids styre att präglas av ständiga regeringskriser och politiska motsättningar. Nashid beordrade i januari 2012 gripandet av den korruptionsanklagade domaren Abdulla Mohamed. Detta ledde till sammandrabbningar i huvudstaden Malé mellan gatudemonstranter för och emot presidenten samt mellan polis och militär.
Den 7 februari 2012 tvingades Nashid avgå under vapenhot vilket ledde till nya demonstrationer. Arga anhängare till den avgående presidenten intog polisstationer och andra myndighetsbyggnader. Armén svarade med tårgas och batonger och intog landets näst största stad Addu, dit oroligheterna spridit sig.
Slutresultatet av 2023 års presidentval på Maldiverna blev att den sittande presidenten förlorade mot oppositionskandidaten Mohamed Muizzu.

### Försvar
Maldivernas försvarsmakt, "Maldives National Defence Force" (MNDF), är en yrkesarmé som består av fem tjänstegrenar: kustbevakningen, infanteriet, brandförsvaret, logistikorganisationen och försvarets utbildningsinstitut. MNDF har ungefär 3 500 soldater.

## Ekonomi och infrastruktur
Sedan 1970-talet har öarna, bland annat tack vare sina vita sandstränder och blå laguner,  utvecklats till ett attraktivt turistmål. År 2003 kom omkring 60 procent av valutaintäkterna och 90 procent av skatteintäkterna från turismen. Öarnas näst största inkomstkälla var fiske (tonfisk, koraller, musslor) följt av jordbruk.

### Näringsliv

#### Jordbruk
Jordbruk har, trots bristen på odlingsbar mark, en viktig roll i öarnas ekonomi. Viktiga grödor är kokosnötter, bananer, majs, mango, sötpotatis och kryddor.

#### Industri
Den industriella produktionen stod endast för cirka 15 procent av BNP och bestod främst av kläder, varvsverksamhet, byggindustri, förädling av kokosnötter samt konsthantverk.

#### Turism
Turism är Maldivernas viktigaste näring. Öarna besöks årligen av mer än en halv miljon turister, som lockas av det varma klimatet och finkorniga sandstränderna. Tsunamin 2004 orsakade dock ett stort fall i besöksstatistiken den närmaste tiden därefter. Den dominerande gruppen turister är européer. Hotell finns på 90 av öarna.
På några av öarna har man öppnat upp för budgetturister. På ön Maafushi, som ligger 40 minuters båtresa från flygplatsen/huvudstaden, fanns 2017 ett 50-tal budgetboenden, jämfört med en handfull några år tidigare. Beslutet att tillåta budgetboenden på ön togs 2009, bland annat för att få fart på ekonomin efter tsunamin som drabbade ön och hela Maldiverna 2004.

### Handel
Maldiverna hade en stor import av baslivsmedel där de största importländerna var Singapore, Förenade arabemiraten och Italien. Eftersom de flesta varor importerades, blev prisnivån hög. De viktigaste exportländerna var Japan, Thailand, Sri Lanka och Storbritannien.

### Infrastruktur

#### Transporter
Maldivernas internationella flygplats finns på ön Malé. Följande inrikesflygplatser finns:
- Kalhudhuffushi (Distrikt Haa Dhaaluu, norrut från huvudstaden)
- Fonadu (Distrikt Laamu, söderut från huvudstaden)
- Hitadu (Distrikt Seenu, söderut från huvudstaden)
- Hanimaadhoo (Distrikt Haa Dhaaluu, norrut från huvudstaden)

## Befolkning

### Demografi
Den senaste folkräkningen hölls den 20 november 2014 och avsåg den faktiska (de facto) bosatta befolkningen i Maldiverna (både maldivier och utlänningar), som uppgick till 402 071 invånare (varav 227 741 män och 177 322 kvinnor). Tidigare hade folkräkningar hållits 2006, 2000, 1995, 1990, 1985, 1977, 1974, 1967, 1965, 1959, 1958, 1957 och 1956. Invånartalet i Maldiverna uppskattades i juli 2018 av The World Factbook till 392 743 invånare, av Förenta nationerna (befolkning den 1 juli 2016) till 370 000, av Internationella valutafonden till 360 000 (för år 2017) samt av Världsbanken (juli 2016) till 417 492 invånare.
Maldiviernas etnicitet är en blandning av de folk som först bosatte sig på öarna. De första bosättarna kom förmodligen från södra Indien. Indoarier kom efter dem från Sri Lanka under 300- och 400-talen, och på 1100-talet kom sjömän från Malajarkipelagen, östra Afrika och arabländerna. Detta har skapat öarnas nuvarande heterogena etnicitet.

### Språk
Det officiella språket på Maldiverna är dhivehi, ett indoeuropeiskt språk som är besläktat med singalesiska. Engelska används inom handeln och används också mer och mer inom skolorna.

### Religion
Maldivernas statsreligion är sunnimuslimsk. Andra religioner är inte tillåtna men utlänningar är undantagna från detta förbud. Detta innebär till exempel att det råder importförbud för all kristen litteratur. Organisationen Open Doors, som kartlägger och årligen publicerar World Watch List över länder där kristna förföljs, placerade 2020 Maldiverna på 14:e plats i denna lista och karakteriserade förtrycket som mycket stor förföljelse.
Alkohol är förbjudet i landet. Turisthotellen är dock undantagna från alkoholförbudet.

### Sociala förhållanden
Levnads- och boendestandard samt tillgång till sjukvård har under det senaste decenniet förbättrats avsevärt, trots att utgångspunkten var mycket låg. Medellivslängden har ökat markant på kort tid, men spädbarnsdödligheten är fortfarande hög. Sjukdomar som kolera, tyfus och malaria förekommer ofta, vilket delvis beror på brist på rent dricksvatten och otillräckliga sanitära förhållanden. På många öar förvärras situationen av bränslebrist, vilket gör att vatten inte alltid kokas innan användning.
År 1994 invigdes ett nytt sjukhus med 200 vårdplatser i huvudstaden Malé. Utanför huvudstaden finns fyra regionala sjukhus med totalt 61 vårdplatser samt 21 mindre vårdcentraler. Samma år öppnades även ett centrum för familjeplanering.

## Kultur

### Massmedier
På Maldiverna publiceras två dagstidningar, Haveeru och Aafathis.
Den statliga radiokanalen Voice of Maldives (VOM), som etablerades 1962, sänder program på både dhivehi och engelska. Television Maldives (TVM), som startade 1978, erbjuder sändningar via två olika kanaler.

### Traditioner

#### Kultursymboler
Maldivernas flagga har en röd bakgrund, som symboliserar blodet som flutit under frihetskampen. Grönt är islams heliga färg, som tillsammans med månskäran betyder fred och rikedom.

## Internationella rankningar
| Organisation                                | Undersökning                   | Rankning   |
| ------------------------------------------- | ------------------------------ | ---------- |
| Heritage Foundation/The Wall Street Journal | Index of Economic Freedom 2019 | 141 av 180 |
| Reportrar utan gränser                      | Pressfrihetsindex 2019         | 98 av 180  |
| Transparency International                  | Korruptionsindex 2018          | 124 av 180 |
| FN:s utvecklingsprogram                     | Human Development Index 2018   | 104 av 189 |

## Galleri

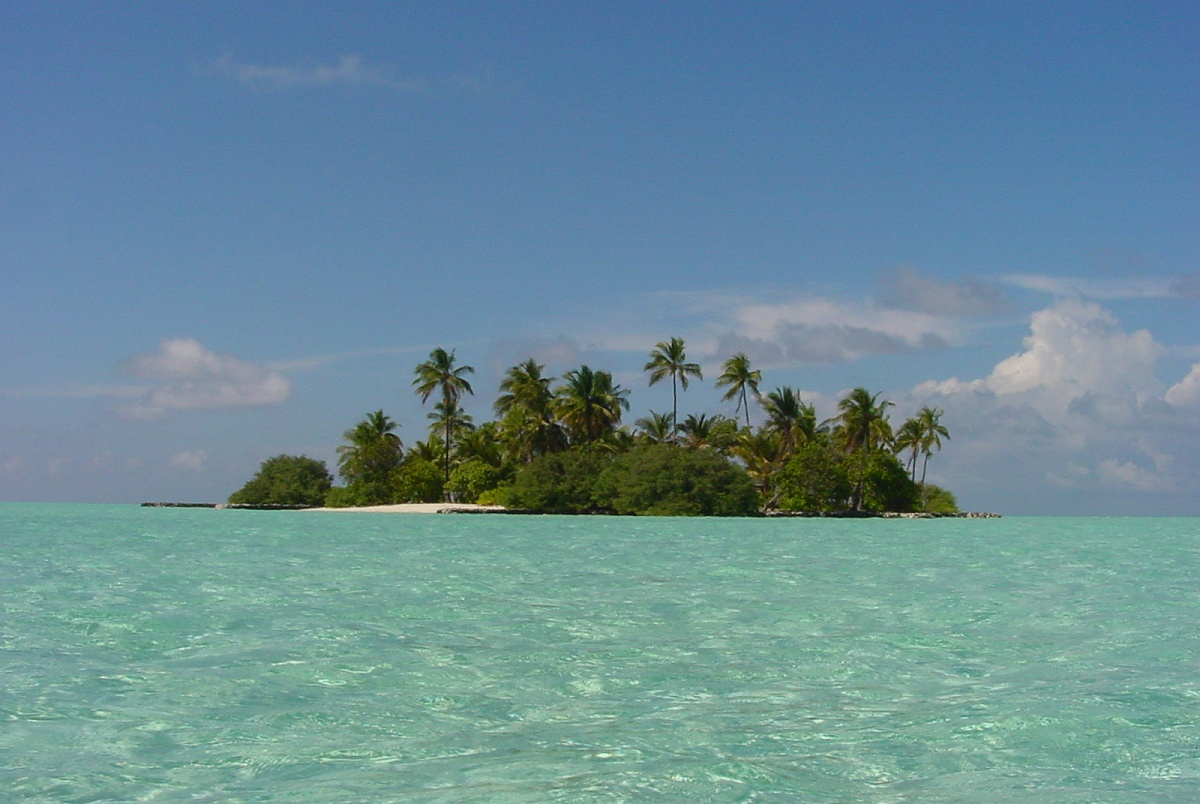
En av Maldivernas öar
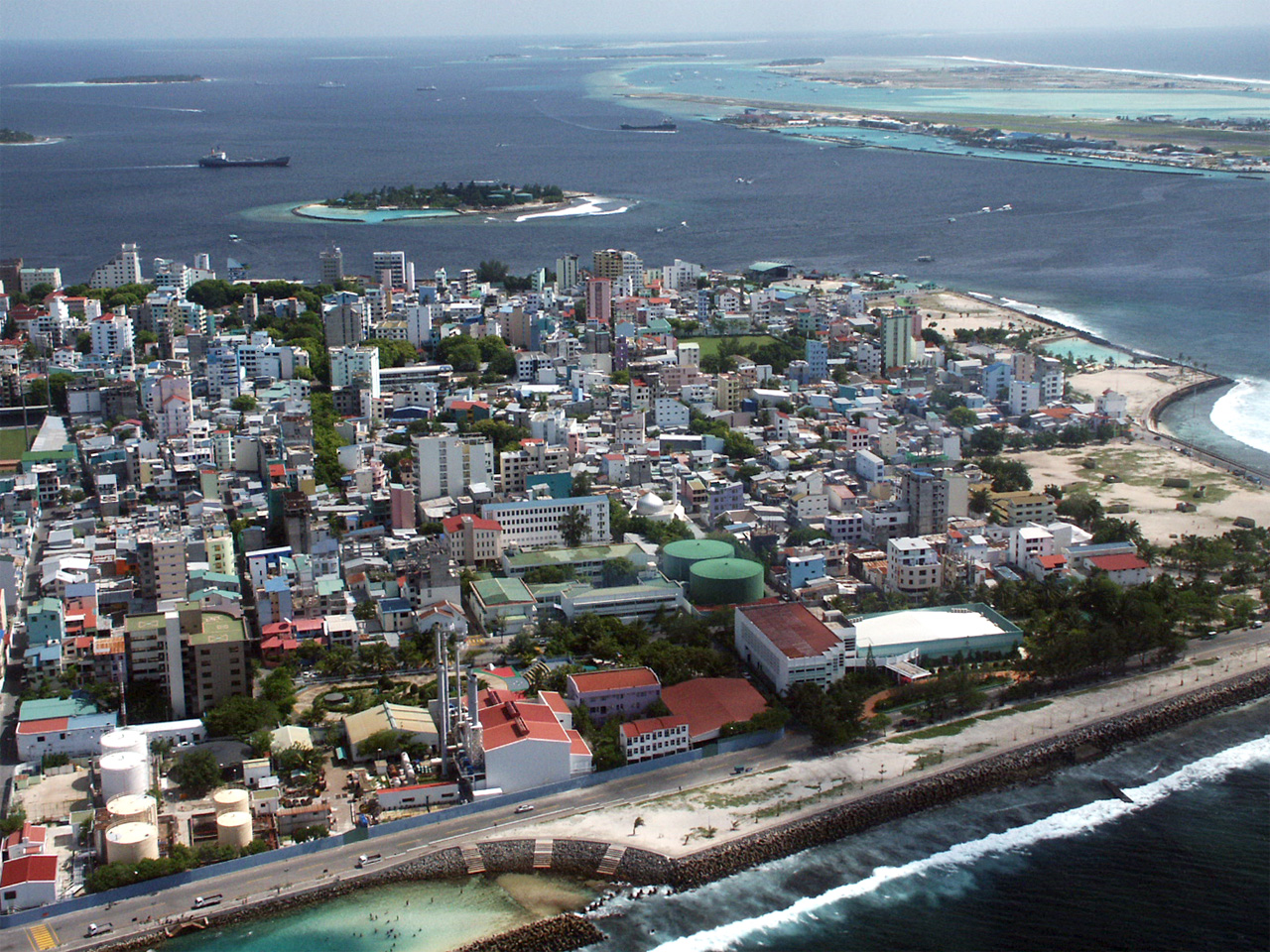
Flygfoto över Malé
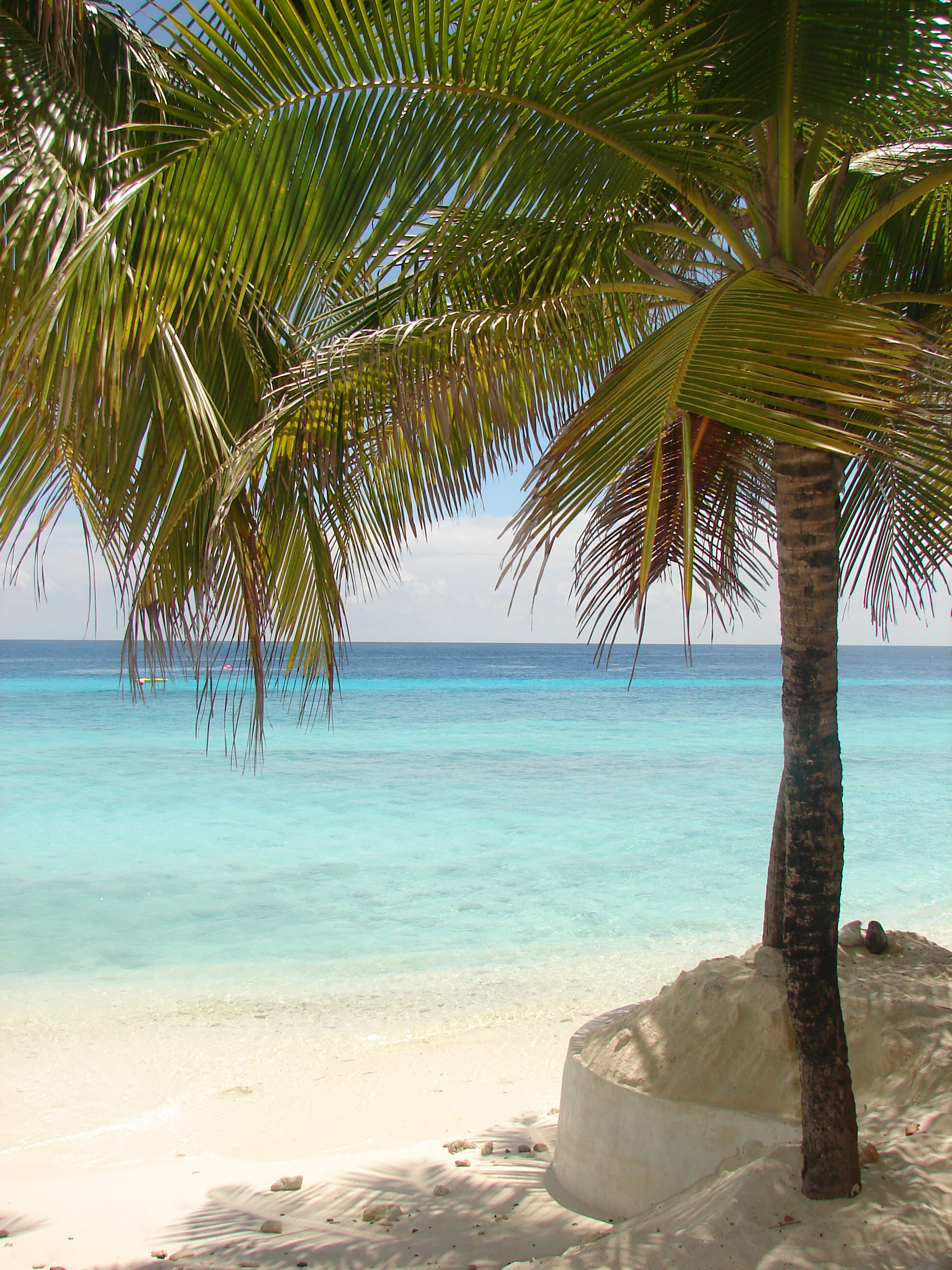
Maldiverna har många vita stränder